# Bangladesh International 2022
Die Bangladesh International 2022 im Badminton fanden vom 7. bis zum 11. Dezember 2022 in Dhaka statt.

## Sieger und Platzierte
| Disziplin    | Gold                                     | Silber                                         | Bronze                         |
| ------------ | ---------------------------------------- | ---------------------------------------------- | ------------------------------ |
| Herreneinzel | Mithun Manjunath                         | Priyanshu Rajawat                              | Kiran George                   |
| Herreneinzel | Mithun Manjunath                         | Priyanshu Rajawat                              | Kartikey Gulshan Kumar         |
| Dameneinzel  | Aakarshi Kashyap                         | Ashmita Chaliha                                | Tasnim Mir                     |
| Dameneinzel  | Aakarshi Kashyap                         | Ashmita Chaliha                                | Anupama Upadhyaya              |
| Herrendoppel | Pharanyu Kaosamaang Worrapol Thongsa-Nga | Christian Bernardo Alvin Morada                | Tan Kok Xian Tan Yi Han        |
| Herrendoppel | Pharanyu Kaosamaang Worrapol Thongsa-Nga | Christian Bernardo Alvin Morada                | Leong Jun Kai Jimmy Wong       |
| Damendoppel  | Laksika Kanlaha Phataimas Muenwong       | Supamart Mingchua Pattaraporn Rungruengpramong | Nattamon Laisuan Alisa Sapniti |
| Damendoppel  | Laksika Kanlaha Phataimas Muenwong       | Supamart Mingchua Pattaraporn Rungruengpramong | Go Pei Kee Teoh Mei Xing       |
| Mixed        | Chen Tang Jie Toh Ee Wei                 | Phatharathorn Nipornram Alisa Sapniti          | Hoo Pang Ron Teoh Mei Xing     |
| Mixed        | Chen Tang Jie Toh Ee Wei                 | Phatharathorn Nipornram Alisa Sapniti          | Alvin Morada Alyssa Leonardo   |